# 柴橋伴夫
柴橋 伴夫（しばはし ともお、1947年 - ）は、日本の詩人・美術評論家、北海道立文学館評議員

## 来歴
- 1947年、北海道岩内生まれ。
- 北海道教育大学札幌校卒業。とわの森三愛高等学校などの教員を務める。
- 北海道教育大学札幌校の仲間と発行した詩誌「腔（すきま）」同人、1974年より詩と批評「熱月テルミドール」編集委員を経て、「21ACT」アートコラム担当、1993年より批評誌「美術ペン」編集人となる。また1972年より不定期に個人詩誌「nu」を発行している。
- 1979年に文化核「ゆいまある」（代表菱川善夫・短歌評論家、中森敏夫・詩人、柴橋伴夫、斎藤芳広・イラストレーター）を結成する。「ゆいまある」主催で「南島幻視行　北村皆雄・映像個展―映画による民俗学の夕べ」と宮良高弘（札幌大学）による講演「沖縄の祭りと神々の世界―アカマタを語りながら」を教育文化会館で開催する。さらに木村雅信「アイヌ舞踏曲」コンサートや1980年には、中森敏夫企画による生け花作家5人による第3回「5つの個展―いけばなと建築―その原空間」（札幌・東急デパート　11月6－11日）に際して、「ゆいまある」が主催し、シンポジュウム「いけばなと建築―その原空間」を行い、1991年には、大野一雄による舞踏「石狩の鮭曲がり」（9月23日）などを企画した。
- 多くの展覧会、個展、公募展の批評を新聞や「熱月テルミドール」「21ACT」「美術ペン」で書き、個展DMや展覧会図録に批評文を寄せている。また自ら道内美術の活性化を企図し、これまで「ダダ展」や「立体の地平展」や「抽象の現在展」、「日本画の現在展」、「季の会」などを企画している。
- 現在、荒井記念美術館理事、北海道美術ペンクラブ同人、「美術ペン」編集人、文化塾「サッポロ・アートラボ」代表。また、朝日カルチャーセンター札幌講師（ヨーロッパ美術文化史、パリ・ローマ・バルセロナなどの都市散歩、聖書の図像学、イタリア・ルネサンス、世界文学を読む、日本美術、古寺巡礼、和の美など）。
- 美術評論を軸にして、さらに芸術家の評伝をライフワークにしている。

## 委員
- 1991年　第4回札幌時計台文化会館美術大賞審査委員
- 1994年　荒井記念美術館理事（現在に至る）
- 1996年　札幌市教育委員会・芸術作品寄贈審議委員（2年間）
- 2000年　札幌芸術の森美術館専門委員（2年間）
- 2001年　札幌美術展実行委員（2年間）
- 2004年　日本私学教育研究所委託研究員（2年間）

## 著書

### 詩集
- 『冬の透視図』（発行：工房NU/制作：闇舎　1978年）
- 個人詩集『nu』（発行：工房NU　創刊 1978年）
- 詩の葉「荒野へ」（藤田印刷エクセレントブックス　2019年）

### 美術論集
- 『ピエールの沈黙』（白夜叢書の1冊/白馬書房　1983年）
- 『風の彫刻』（響文社　1992年）
- 『北のコンチェルトⅠ　美の群像』（響文社　2007年）
- 『北のコンチェルトⅡ　美の群像』（響文社　2009年）
- 『アウラの方へ　美の断章　柴橋伴夫評論集成』（未知谷　2020年11月）
- 『ミクロコスモスⅠ　美のオディッセイ』（藤田印刷エクセレントブックス　2022年11月）
- 『ミクロコスモスⅡ　美の散歩道』（藤田印刷エクセレントブックス　2023年2月）
- 『ミクロコスモスⅢ　美の散歩道2』（藤田印刷エクセレントブックス　2023年10月）

### 評伝
- 『風の王　砂澤ビッキの世界』（響文社　2001年）
- 『青のフーガ　難波田龍起』（響文社　2003年）
- 『聖なるルネサンス　安田侃』（共同文化社　2003年）
- 『夢みる少年　イサム・ノグチ』（共同文化社　2005年）
- 『太陽を掴んだ男　岡本太郎』（未知谷　2010年）
- 『海のアリア　中野北溟』（共同文化社　2014年）
- 『生の岸辺　伊福部昭の風景（パサージュ）』（藤田印刷エクセレントブックス　2015年12月）
- 『雑文の巨人 草森紳一』（未知谷　2020年3月）
- 『前衛のランナー　勅使河原蒼風と勅使河原宏』（藤田印刷エクセレントブックス　2018年5月）
- 『絢爛たる詩魂　沙良峰夫』（藤田印刷エクセレントブックス　2021年10月）

### 旅行記
- 『イタリア、プロヴァンスへの誘い』（発売元：北海道出版企画センター　2007年）

### 大学講義テキスト
- 『美の見方　ヨーロッパ美術』（工房NU　初版：2008年）
- 『美の見方　アジアと日本』（工房NU　初版：2008年）

### 共著
- 『狼火ー北海道新鋭詩人作品集』（北海道編集センター　1973年）
- 『北海道の現代芸術』（公開講座の収録/札幌学院大学人文学部編　1990年）
- 『何をどう読ませるか』（全国学校図書館協議会編　2000年）

## 賞・候補

### 受賞歴
- 2003年　第4回北のペーパーデザインコンテスト審査委員長賞　『青のフーガ　難波田龍起』
- 2004年　地方文化出版功労賞（鳥取県）次席　『聖なるルネサンス　安田侃』

### 候補
- 1997年　第3回蓮如賞（東本願寺主催　賞審査委員梅原猛・五木寛之・中沢新一など）　最終候補作『風の王―砂澤ビッキの世界』
- 2001年　北海道新聞文学賞（小説・評論部）候補作　『風の王―砂澤ビッキの世界』

## 個展・作品出品
- 写真展「壁との対話」（小樽運河周辺の倉庫群の壁などを数年にわたって被写体とする/ギャラリー・レティナ　1980年）
- 「セブン・ダダズ・ベービィ展」（ギャラリーユリイカ　1982年）に「Baby why don't you cry」を展示する。
- 「SALAの仲間達展」（「辰」の書字とコラージュ作品を出品する　ギャラリー・エッセ　2012年）

## 展覧会企画・審査
- 「セブン・ダダズ・ベービィ展」（現代美術作家による　ギャラリーユリイカ　1982年）
- 「立体の地平展」

　ー道内外の抽象彫刻家のトリエンナーレ形式の展覧会/自主企画/　3回開催（会場は時計台ギャラリー、ギャラリーユリイカ、大同ギャラリー、器のギャラリー中森、とわの森三愛中庭など毎回複数空間で同時開催　1986年〜）
- 「抽象の現在展」（時計台ギャラリー）

　ー抽象絵画のビエンナーレ形式の展覧会　自主企画　5回開催　1988年〜
- 第4回札幌時計台文化会館美術大賞展（時計台ギャラリー　賞審査委員　1991年）
- 第2回「生れ出ずる悩み展」（荒井記念美術館　作家選定委員・審査委員　1992年）
- 企画「現存の形象展」　（新道展のメンバー選抜展　大同ギャラリー　1994年）
- 第3回「生れ出ずる悩み展」（荒井記念美術館　作家選定委員・審査委員　1995年）
- 「帰ってきたダダッ子展」（6人の現代美術作家による　ギャラリーユリイカ　1996年）
- 「ギャラリー・どらーる・札幌　展覧会」画家の個展企画（20本の個展ギャラリー・どらーる　2002〜2003年）
- 「札幌美術展　札幌の美術2002ー20人の試み展」（実行委員。作家選定委員として　札幌市民ギャラリー　2002年）
- コンチネンタルギャラリー10周年記念展覧会　「森の音　水の渉」（札幌・コンチネンタルギャラリー　2003年）
- 6人の女流作家『春への序奏』展（ギャラリー・エッセ　2010年）
- 「季（とき）の会　北の女流画家展」（ギャラリー・エッセ、深川・東洲館　2011年より5回開催）

## 講演・特別レクチャー
- 「現代芸術の冒険」（札幌学院大学公開市民講座　1989年）
- 「特別講演　イサム・ノグチ―魂の軌跡」（札幌・モエレ沼公園ガラスのピラミッドスペース1、2004年）
- 「美は人を結ぶー安田侃とイサム・ノグチの世界」（北広島市芸術文化ホール、2005年）
- 「イサム・ノグチと札幌」（札幌ロータリークラブ、センチュリーロイヤルホテル　2006年）
- 「芸術家・美は人を結ぶ―」（北海道東海大学北方生活研究所　旭川　2007年）
- 「特別講座　ダリの迷宮を探る」（道新文化センター　2007年）
- 「特別講座　澁澤龍彦―美への旅路をたどる」（道新文化センター　2007年）
- 「特別講座　フェルメールの世界」（朝日カルチャーセンター札幌、2008年）
- 「レオナール・フジタの世界」（道新「さとほろ会」主催、京王プラザホテル　2008年）
- 「美は人を結ぶ」（北海道立近代美術館協力会・研修会、札幌・エルムガーデン　2009年）
- 「世紀末ウィーンへの旅―美と空間のクリエーター達」（北海道オーストリア協会、札幌・国際プラザ　2009年）
- 「美は人を結ぶ―地方からの発信」（第85回帯広平原社美術協会記念事業、十勝プラザ　2010年）
- 「太陽を掴んだ男　岡本太郎」（札幌アートラボ・深川東洲館・岩見沢市婦人会館・札幌市清田区図書館・ギャラリー文林館・函館　2011年）
- 「北海道俳句協会全道大会記念講演　岡本太郎の肖像」(札幌すみれホテル　2012年）
- 版画家中谷有逸と美術対談「『碑』のこと、版画のこと」（道立帯広美術館　2014年）
- 「ゴジラの作曲家　伊福部昭」（チャペルタイム・北星学園大学　2015年7月）
- 「伊福部昭の肖像」（サッポロアートラボ　2015年）
- 「北の作曲家　早坂文雄」（チャペルタイム・北星学園大学　2015年12月）